# El Tucumano
Der El Tucumano war die erste Tageszug-Verbindung, die zwischen Buenos Aires (Argentinien) und San Miguel de Tucumán verkehrte.

## Vorgeschichte
Seit dem 28. Februar 1891 gab es durchgehenden Zugverkehr zwischen Buenos Aires und San Miguel de Tucumán (kurz: Tucumán). Der Zug hielt in allen Bahnhöfen und die Fahrt dauerte 36 Stunden. Ab 1896 verkehrte zusätzlich wöchentlich einmal ein Schnellzug, der die Reisezeit auf 26 Stunden verkürzte. Dies war aber immer noch nur mit einer Nachtfahrt zu schaffen.

## Geschichte
Nach dem Erfolg des Tag-Zuges El Cordobés, einem ab 1938 zwischen Buenos Aires und Cordoba verkehrenden klimatisierten Schnellzug, beschloss die Bahn, auch in der Verbindung zwischen Buenos Aires und Tucumán einen gleichermaßen ausgestatteten Zug anzubieten. Er verkehrte als reiner Tageszug unter der Bezeichnung El Tucumano ab 1939. Die planmäßige Fahrzeit konnte auf 16:15 Stunden verkürzt werden. Die Züge verließen die Abgangsbahnhöfe am frühen Morgen und erreichten ihr Ziel am späten Abend.
Aufgrund einer geänderten Fahrplanstrategie, die Fernstrecken im Land nur noch mit nächtlichen Fernzüge bediente, wurde El Tucumano 1964 eingestellt.